# Ралли «Дакар-1979»
Ралли Дакар 1979, более известное под названием Ралли Париж — Дакар 1979 — первое в истории соревнование Ралли Дакар. Ралли стартовало 26 декабря 1978 года в Париже и завершилось 14 января 1979 года в Дакаре.

## Историческая справка
Идея проведения ралли «Париж — Дакар» принадлежит французскому мотогонщику Тьерри Сабину (фр. Thierry Sabine). В 1977 году он заблудился в Ливийской пустыне во время участия в ралли «Абиджан — Ницца». Он был найден только через три дня и чудом остался жив, благодаря тому, что его вовремя заметил с самолёта организатор гонки Жан-Клод Бертран. Это опасное приключение, а также решение Бертрана не проводить больше ралли «Абиджан — Ницца», вдохновило Тьерри на организацию собственного ралли-марафона, ещё более амбициозного и авантюрного, так и родился «Париж — Дакар».

## Гонка
Старт первому ралли Дакар был дан 26 декабря 1978 года на площади Трокадеро в Париже. В ралли приняло участие 80 экипажей на автомобилях, 90 мотоциклистов и 12 экипажей на грузовиках. На протяжении трех недель участники преодолели 10 000 километров (включая 3168 км спецучастков) трассы, проходящей по территории Франции, Алжира, Нигера, Мали, Верхней Вольты и Сенегала. Из 182 участников успешно финишировали только 74.
Поскольку на первом ралли Дакар ещё не было разделения по категориям и классам, то автомобили и мотоциклы шли в общем зачете. Первым победителем ралли Дакар стал француз Сирил Неве на мотоцикле Yamaha XT500. Также примечательно, что все три первых места на пьедестале в первом ралли достались мотоциклистам — наряду с Сирилом победные места на подиуме заняли Жиль Комт на Yamaha и Филипп Вассар на Honda. Среди автомобилистов лучшим стал французский экипаж в составе Алена Женестье, Жозефа Тербио и Жана Лемордана на Range Rover V8.

## Маршрут
| Этап | Дата                          | Отправление                | Прибытие                     | Связка, км        | СУ, км            | Всего, км         |
| ---- | ----------------------------- | -------------------------- | ---------------------------- | ----------------- | ----------------- | ----------------- |
| П    | 26 декабря                    | Монлери                    | Монлери                      | 0                 | 3,6               | 3,6               |
| 1    | 27 декабря                    | Париж                      | Марсель                      |                   |                   |                   |
| —    | 28—30 декабря                 | Паром в Африку             | Паром в Африку               | Паром в Африку    | Паром в Африку    | Паром в Африку    |
| 2    | 31 декабря 1 января 2 января  | Алжир Айн-Салах Регган     | Айн-Салах Регган Таманрассет | 2100              | 270               | 2370              |
| 3    | 3 января 4 января 5 января    | Таманрассет Ассамака Арлит | Ин-Геззам Арлит Агадес       | 36                | 373 230 231       | 870               |
| 4    | 6 января                      | Агадес                     | Ниамей                       | 690               | 230               | 920               |
| 5    | 7 января                      | Ниамей                     | Гао                          |                   |                   | 448               |
| О    | 8 января                      | День отдыха в Гао          | День отдыха в Гао            | День отдыха в Гао | День отдыха в Гао | День отдыха в Гао |
| 6    | 9 января 10 января            | Гао Мопти                  | Мопти Бамако                 | 650               | 600               | 1250              |
| 7    | 11 января                     | Бамако                     | Ниоро                        | 0                 | 417               | 417               |
| 8    | 12 января 13 января 14 января | Ниоро Каес Бакель          | Каес Бакель Дакар            | 500               | 270 96            | 866               |

Пятый этап был отменён.